# Črna Prst
Il monte Črna Prst con 1.844 m s.l.m. è una cima della Catena Nero-Tolminski Kuk-Rodica.
Nel periodo interbellico la dorsale montuosa segnava il confine tra il Regno d'Italia e il Regno di Jugoslavia.